# Застава Гамбије
Застава Гамбије се састоји од три хоризонтална дела црвене, плаве и зелене боје. боје су одвојене белим пругама. 
Црвена је симбол сунца и савана, плава реке Гамбије, а зелена земље и шума. Беле пруге представљају мир.

## Галерија
- Стандарта Председника Гамбије
- Стандарта Амбасдора Гамбије